# Tscherlach
Tscherlach (schweizerdeutsch Tscherle) ist eine Ortsgemeinde, eine Katholische Kirchgemeinde und eine Ortschaft in der Gemeinde Walenstadt im Kanton St. Gallen in der Schweiz. Tscherlach befindet sich im Seeztal zwischen Berschis und Walenstadt. 

## Geschichte
Der Ort wurde 1422 als zscherlach erstmals urkundlich erwähnt. Die Bedeutung des Namens ist unklar. Im 15. Jahrhundert gehörte Tscherlach den Grafen von Sax-Misox. Sie übertrugen Land und Leute als Lehen an Gaudenz von Hofstetten in Walenstadt. 1450 kam Tscherlach an die Blarer von Wartensee, die es in die Herrschaft Kempten eingliederten. 1513 kauften es die Tschudi von Glarus und vereinigten es 1528 mit der Herrschaft Flums-Gräpplang. 1595 werden Mühlen am Widenbach erwähnt.  1779 kaufte sich Tscherlach aus der Untertänigkeit der Herrschaft Flums-Gräpplang los und stellte eine eigene Gemeindeordnung auf. 1803 kam Tscherlach mit Berschis zur politischen Gemeinde Walenstadt.
Ein Alpbrief von 1422 regelte die Nutzung der Alp. Obwohl die «Tscherler» Leibeigene ihres Herrn waren, besassen die Bürger Tscherlachs Rechte als Alp- und Allmendgenossen. Genutzt wurden die Alpen auf dem Lüsis, im Ahorn, auf Sennis sowie Allmenden und Wälder. Die Überschwemmungen der alten Seez und des Dorfbachs drückten auf die Bürger schwer: Mehrmals verwüsteten diese das Dorf und die Umgebung, bis der Bach schliesslich im Jahr 1884 mit Hilfe des Staates neu verbaut wurde.
1641/42 erfolgten Bau und Weihe der Kapelle St. Johannes Evangelist. Der Grund dazu war die schlechte Wegverbindung zum Dorf Flums, zu dessen Kirchhöri Tscherlach gehörte. Die versumpfte Ebene verhinderte oft den Kirchgang.
Am 11. Oktober 1876 brannte der Teil oberhalb der Tscherlacher Kirche ab. 1890 übergaben die Tscherler ihre Wasserquelle der Wassergesellschaft „Chrauchtel“. Östlich der Dorfkirche vernichtete 1907 ein Hochwasser fünf Häuser und Ställe. Seit 1967 hat Tscherlach keine Dorfschule mehr.

## Bevölkerung
| Jahr      | 1873  | 1950  | 2000  | 2021  |
| Einwohner | 150   | 213   | 305   | 346   |
| Quelle    | [ 3 ] | [ 3 ] | [ 3 ] | [ 1 ] |

## Wirtschaft
Die Ortsgemeinde Tscherlach besitzt 137 ha Wald, 1,6 ha Wies- und Ackerland, 100 Stösse Alpanteil auf Sennis  und 30 Stösse auf der Alp Ahorn . Seit Ende des 20. Jahrhunderts wird in Tscherlach lebhaft gebaut. Entstanden sind neue Gewerbebetriebe und Einfamilienhäuser.

## Infrastruktur
Tscherlach ist mit der Hauptstrasse 3 an den Verkehr angeschlossen. Das Dorf verfügt über zwei Haltestellen des Bus Sarganserland Werdenberg, aber über kein Lebensmittelgeschäft. Eine Schulbusverbindung erleichtert den Kindern den Unterrichtsbesuch in Walenstadt.

## Sehenswürdigkeiten

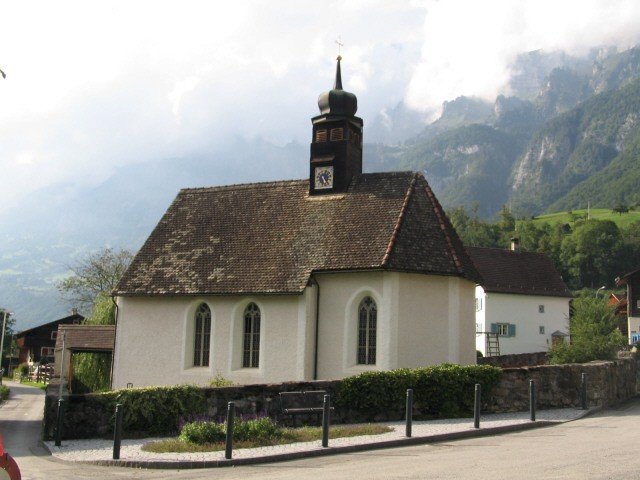
Kirche Tscherlach

Das Innere der gotischen Kirche St. Johannes Evangelist zeigt spitzbogigeMasswerkfenster. Der Hochaltar mit der Krönung Mariens gilt als Prunkstück. Im krönenden Gemälde findet sich der Patron Johannes Evangelist, in den feststehenden Altarflügeln finden sich die heilige Anna selbdritt und der heilige Sebastian. Das Blatt des linken Altars stellt Christus und die Ehebrecherin dar. Das Bild der Kreuzabnahme auf dem rechten Altar ist seitenverkehrt auch auf dem Stifterbild von Tschudi dargestellt, gemalt 1695 von Johann Brandenberg. Seit 1973 ist die ursprüngliche Lattendiele mit den Malereien wieder sichtbar. Die Orgel auf der engen Empore stammt ebenfalls aus dem Jahr 1973.